# ماتوتشيا

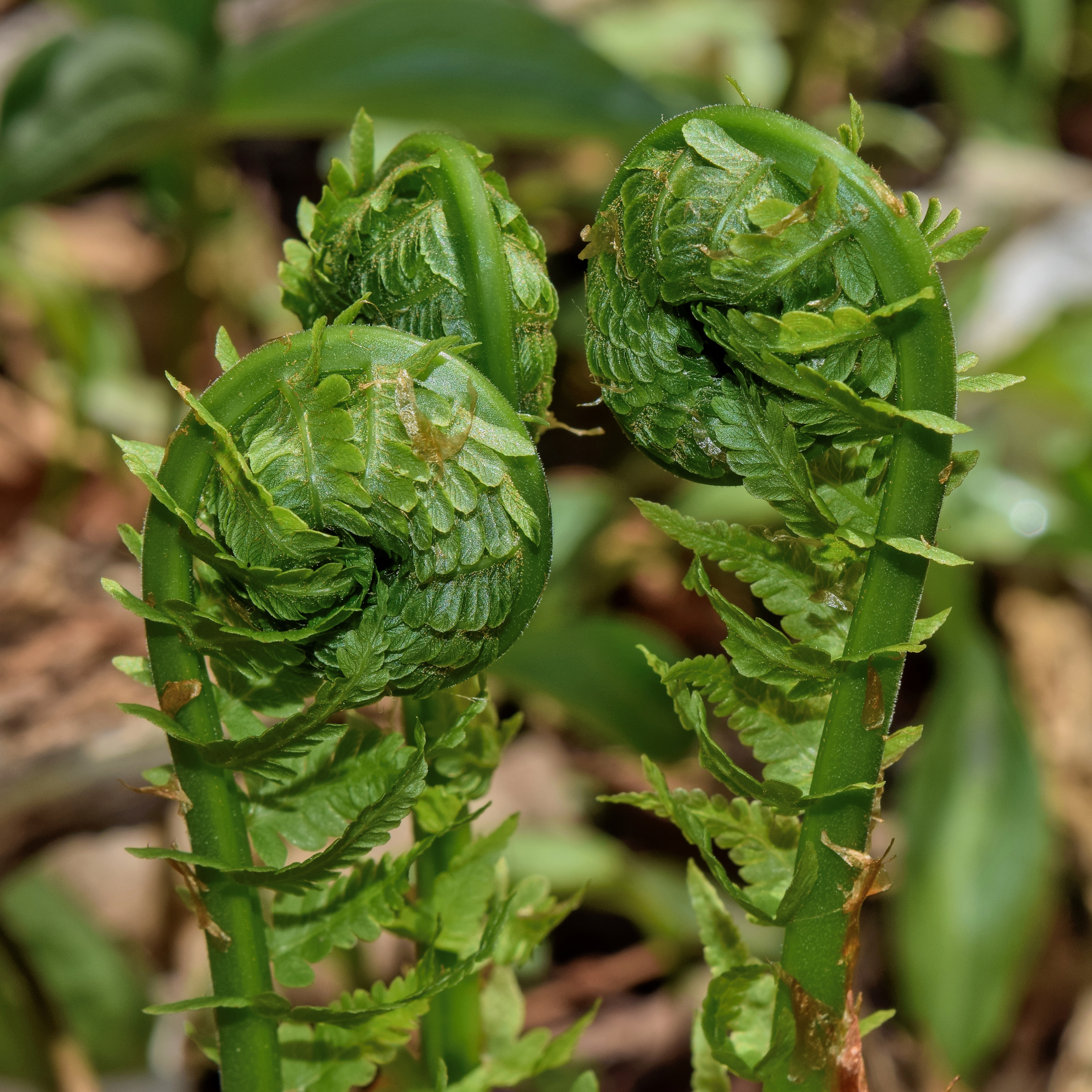

ماتوتشيا، بالإنجليزية Matteuccia- هو جنس من السرخسيات، يتشكل من نوع واحد فقط، هو ماتوتشيا سترويوبتريس Matteuccia struthiopteris والمعروف أيضًا بــ "سرخس النعام "، أو "سرخس الكمان"، أو "سرخس الريشة ". ويأتي اسم النوع من الكلمات اليونانية القديمة "στρουθίων" وتعني النعامة، و "πτερίς" وتعني سرخس.

## وصف
السعف ازدواجي الشكل، حيث يكون السعف الأخضر المتساقط العقيم عمودي تقريبًا، طول الواحدة منه من 100–170 سـم (39–67 بوصة)  والعرض من 20–35 سـم (7.9–13.8 بوصة)، وتكون طويلة مدببة عند القاعدة، وقصيرة مدببة عند الطرف،  بحيث تشبه ريش النعام ، ومن هنا جاءت التسمية. أما السعف الخصب فهوأقصر، حيث يبلغ طوله من 40–65 سـم (16–26 بوصة)، بني اللون عند النضج، 

## تصنيف
ماتوتشيا ستروثيوبتريس Matteuccia struthiopteris هو النوع الوحيد في جنس ماتوتشيا. تتضمن بعض المصادر نوعين آسيويين هما: ماتوتشيا أورنتيال و ماتوتشيا انترميديا، غير أن البيانات الجزيئية تظهر أن ماتوتشيا سترويوبتريس أقرب إلى أونوكليبسيسOnocleopsis و أونوكليا Onoclea (السرخس الحساس) منه إلى ماتوتشيا أورنتيال و ماتوتشيا أنترميديا، وعليه يجب نقل الأخير إلى جنس بنتاريزيدوم Pentarhizidium الذي يحتوي على هذين النوعين. تم تصنيف ماتوتشيا سابقًا بوصقه عضوًا في عائلة الخنشاريات Dryopteridaceae ، وتم إعادة تعيينها إلى عائلة جديدة أصغر بكثير وهي الزنبقيات Onocleaceae

## توزيع

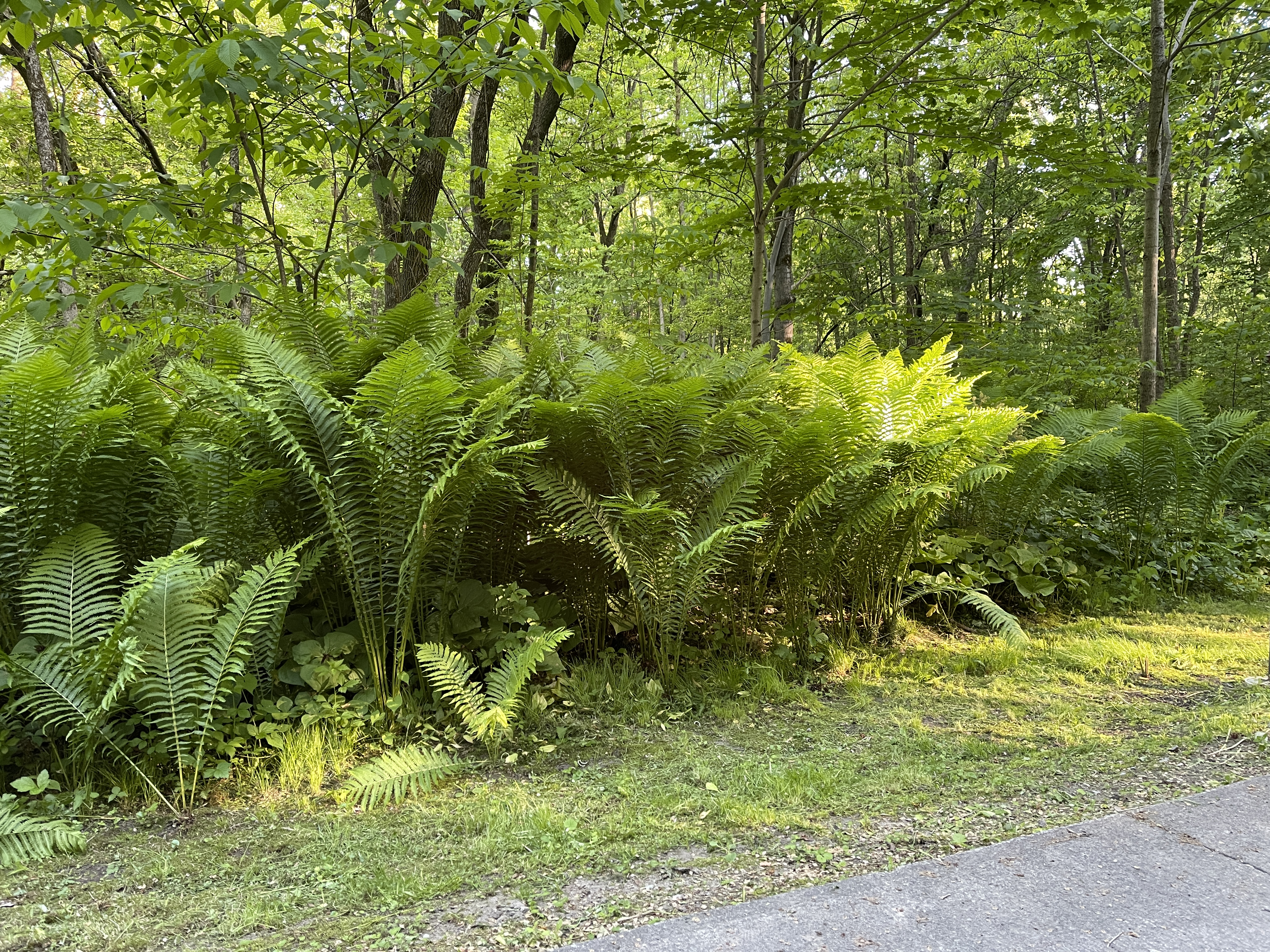
ماتوتشيا ستروثيوبتريس (L.) تودارو، سانت آن دو لا بيراد، ، كيبيك ، كندا

يوجد النبات في المناطق المعتدلة في نصف الكرة الشمالي في وسط وشمال أوروبا، وشمال آسيا، وشمال أمريكا الشمالية. ينمو من تاج عمودي تمامًا، على ضفاف الأنهار وفي الرمال، أي أنه صالح للزراعة في الأراضي الطينية والطميية والرملية، ويرسل النبات سيقانًا جانبية لتشكيل تيجان جديدة. وبالتالي، يمكنها تكوين مستعمرات كثيفة مقاومة للتدمير من قبل مياه الفيضانات.

## الزراعة والاستخدامات

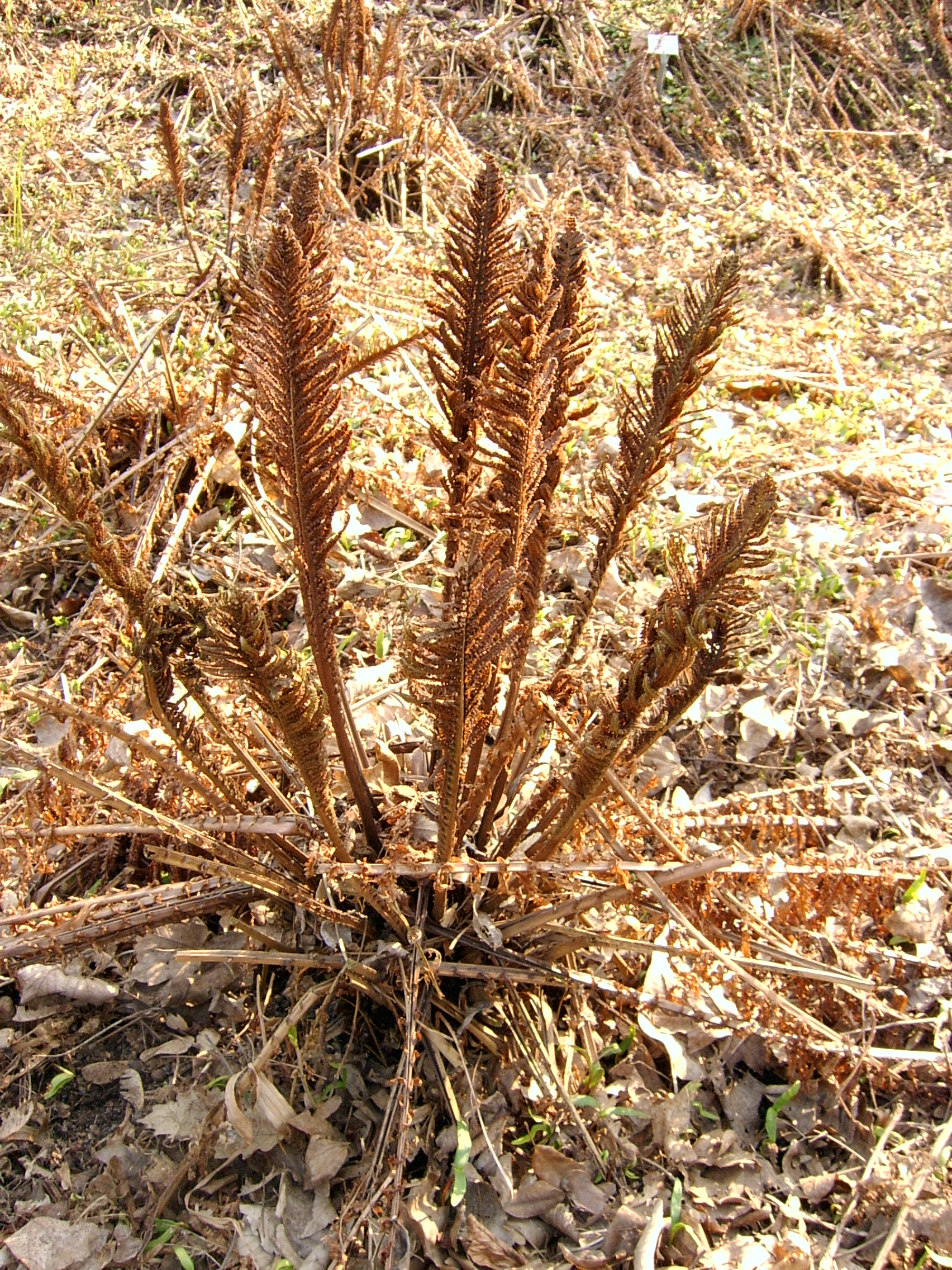
أوراق خصبة تحمل الأبواغ في أوائل الربيع

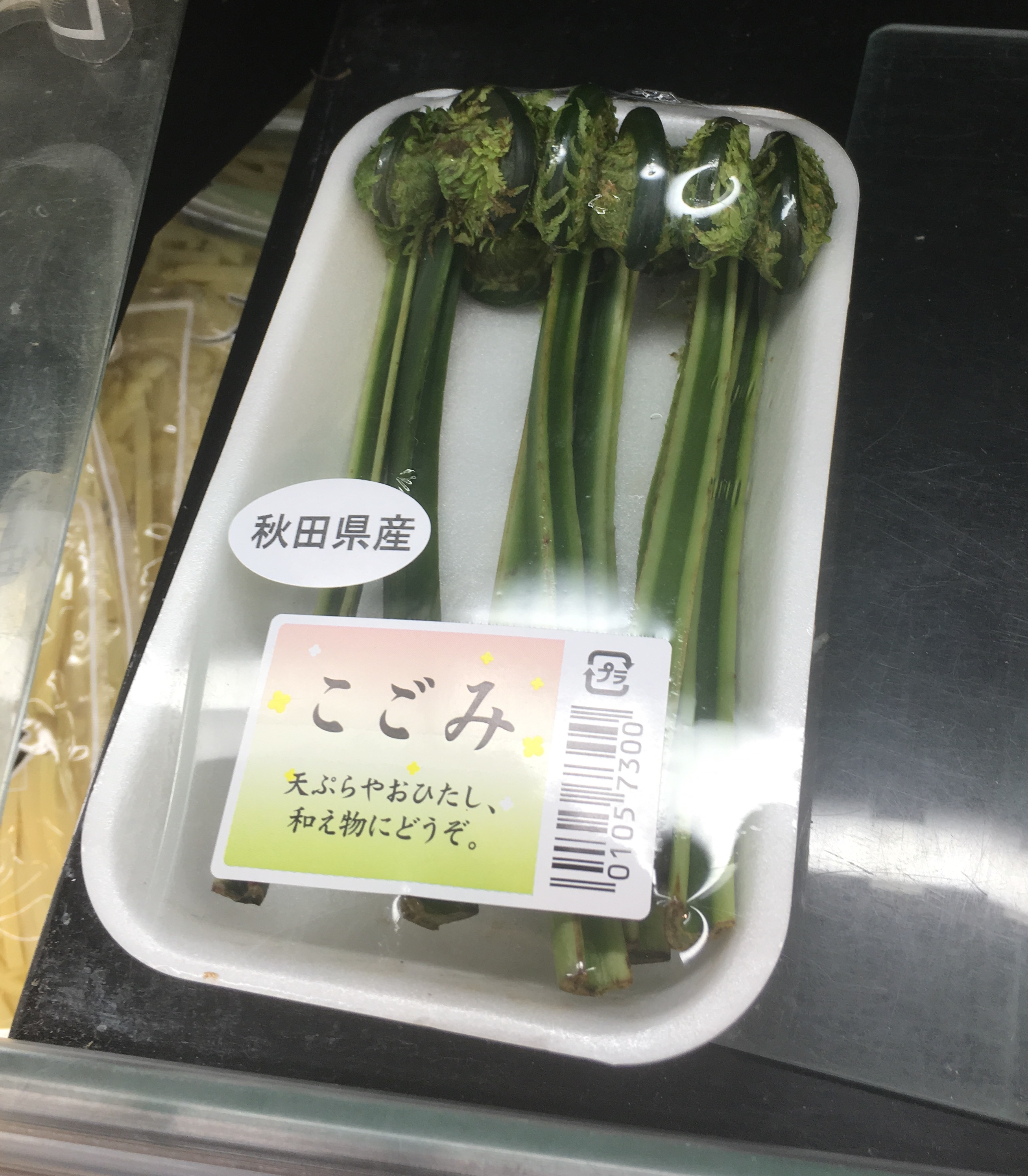
براعم السرخس للبيع في اليابان

سرخس النعام هو نبات زينة شائع في الحدائق. وقد حصل على جائزة الاستحقاق البستاني من الجمعية البستانية الملكية. عند اختيار مكان الزراعة يجب الأخذ بعين الاعتبار أن هذا السرخس واسع الانتشار، وأوراقه تفقد جمالها في كثير من الأحيان طوال فصل الصيف، خاصة إذا لم يتم حمايته من الرياح والبرد.
تُستخدم السعف غير الناضجة الملتفة بإحكام، والتي تسمى رؤوس السرخس، بوصفها خضروات مطبوخة،  وهي تعد من الأطعمة الشهية بشكل رئيسي في المناطق الريفية في شمال شرق أمريكا الشمالية. ويُعد من غير المستحسن تناول براعم السرخس غير المطبوخة. أما القشور البنية غير صالحة للأكل ويجب كشطها أو شطفها.
يتم قطف البراعم أيضًا في جميع أنحاء اليابان ("كوجومي" باللغة اليابانية)  وفي مناطق آسيوية أخرى أيضًا،  حيث تعد من الأطعمة الشهية.
بالإضافة إلى ذلك، فيبدو أن نباتات السرخس كانت تستخدم أيضًا في تصنيغ البيرة في النرويج، وفي روسيا، استخدمت في السيطرة على طفيليات الأمعاء.
وهو يستخدم على نطاق واسع في الطب الشعبي لعلاج العديد من الأمراض، فهو معروف بنشاطه المضاد للأكسدة والإلتهابات والبكتريا والفيروسات والسكري. ونظرًا لتأثيراته الغذائية والعلاجية والدوائية متعددة الأبعاد، فهو معروف جيدًا في دستور الأدوية الأيورفيدي.
تستخدم أنواع الماتوشيا بوصفها نباتات غذائية من قبل يرقات بعض أنواع حرشفيات الأجنحة بما في ذلك عثة الشبح المرقطة الذهبية Sthenopis pretiosus .
يمكن تناول ثمار سرخس الكمان نيئة أو مطبوخة. وهي تجمع عندما يصل ارتفاعها إلى 5 إلى 6 بوصات وتكون فروعها ملتفة. يمكن إزالة الزغب عن طريق فرك اليدين وغسلهما بالماء. يستغرق طهيها أقل من 10 دقائق.

## معرض الصور

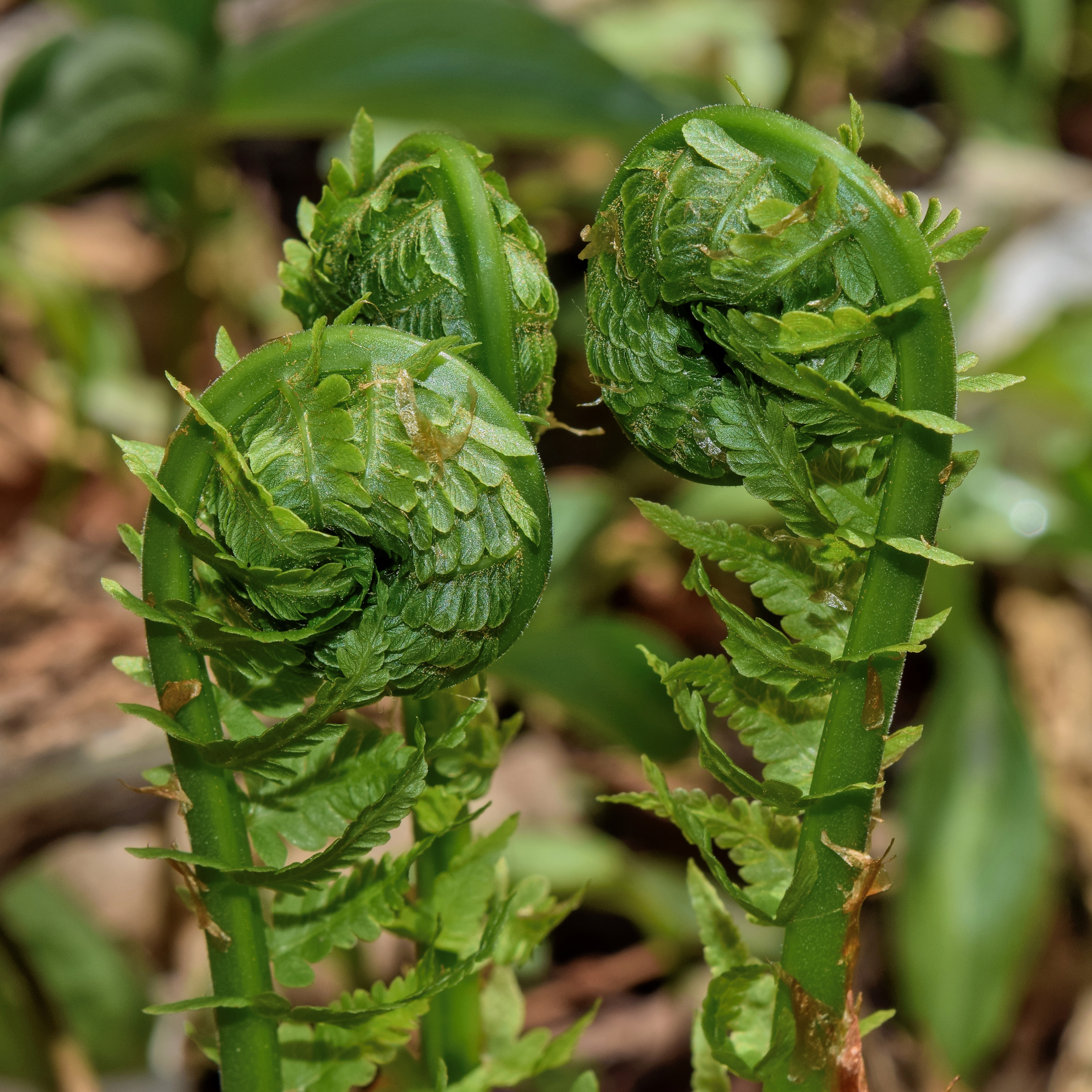
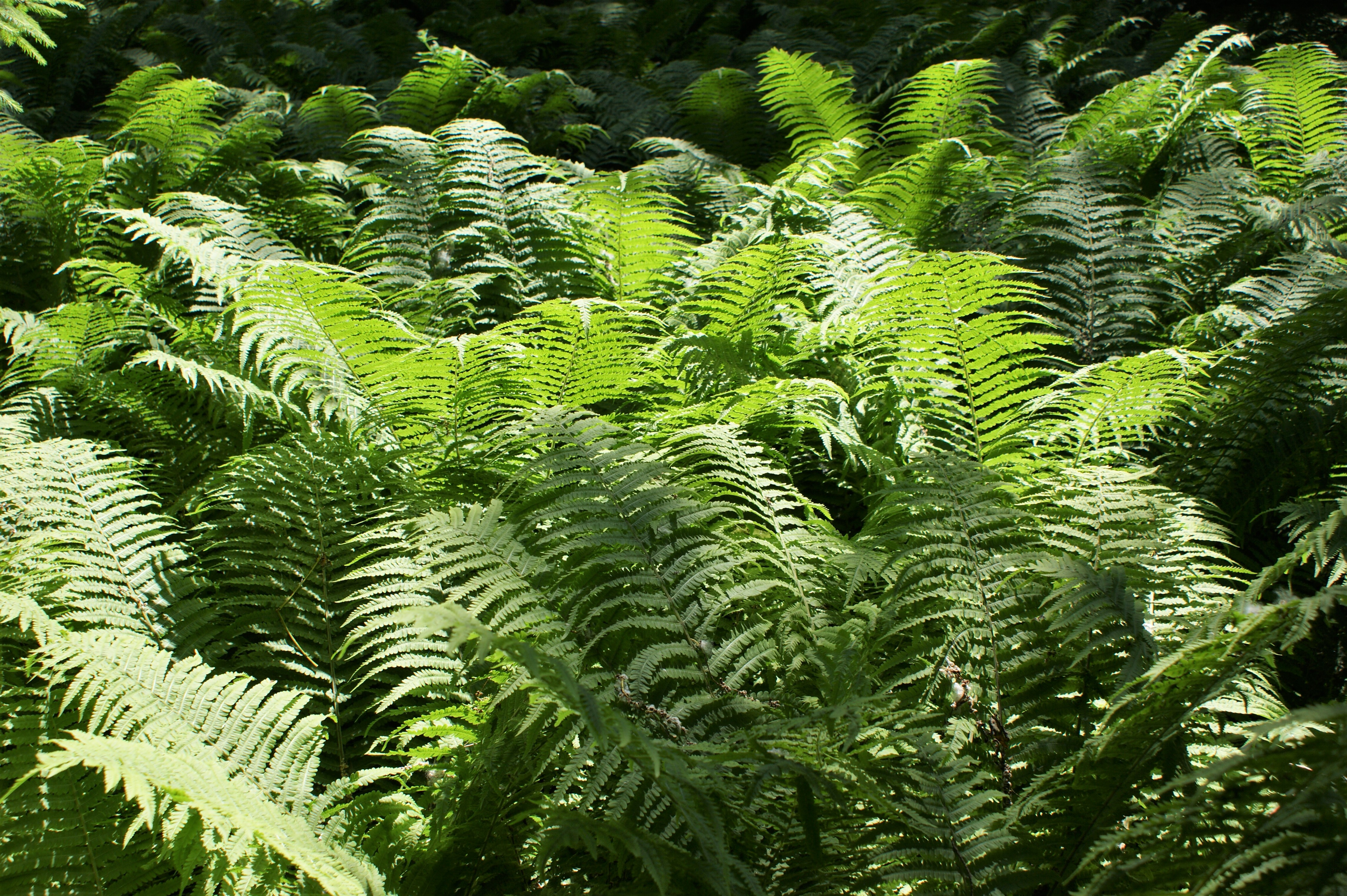
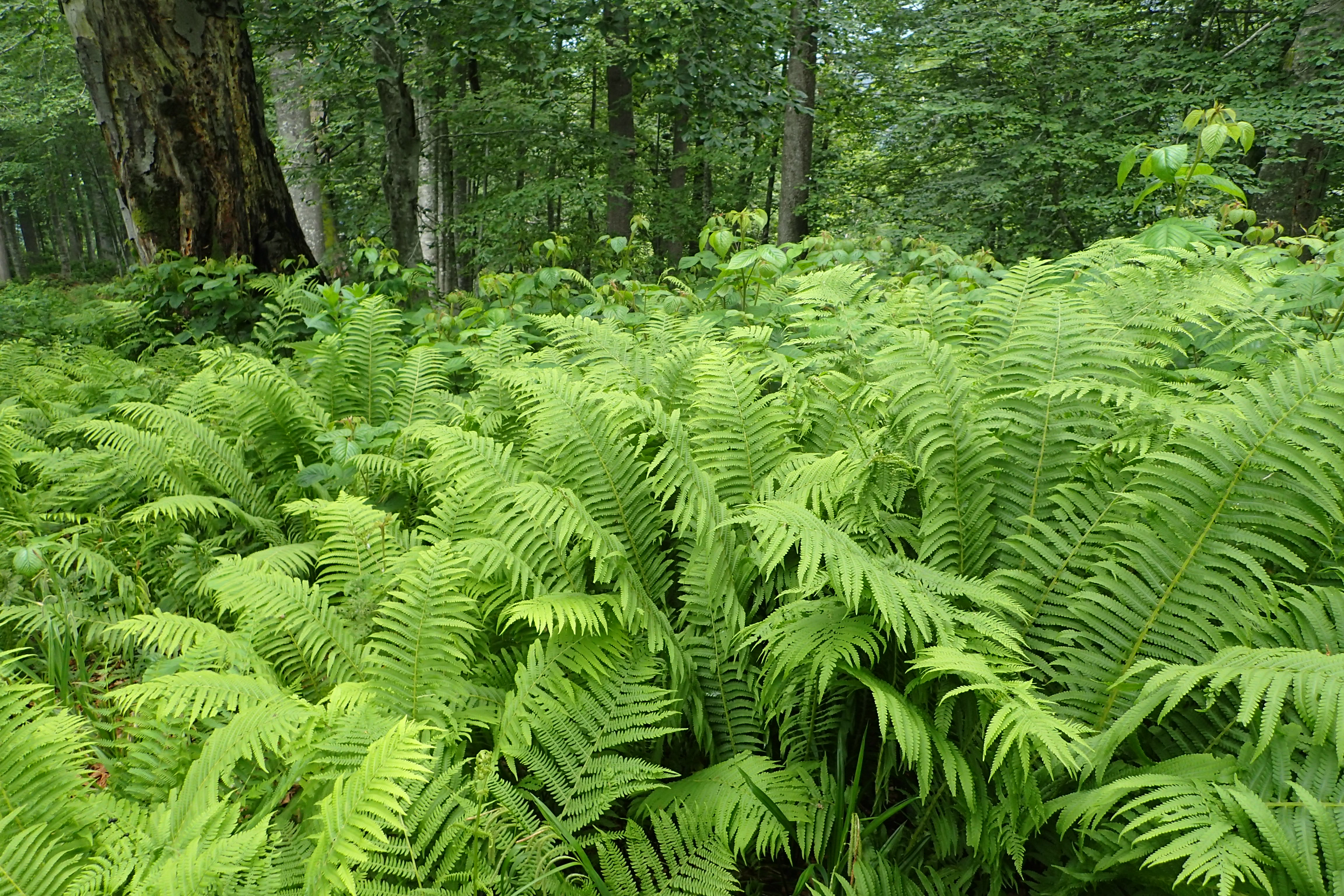
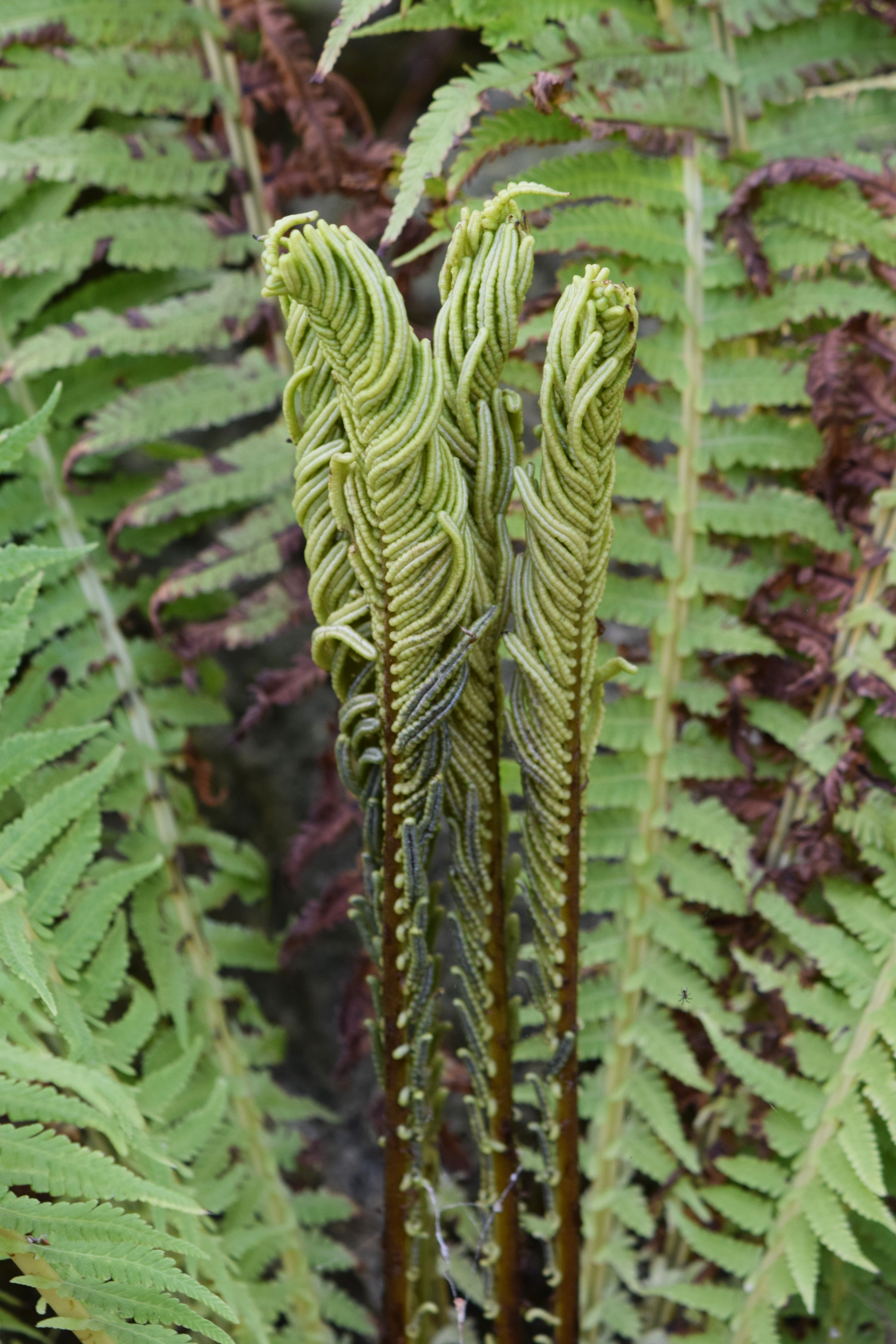
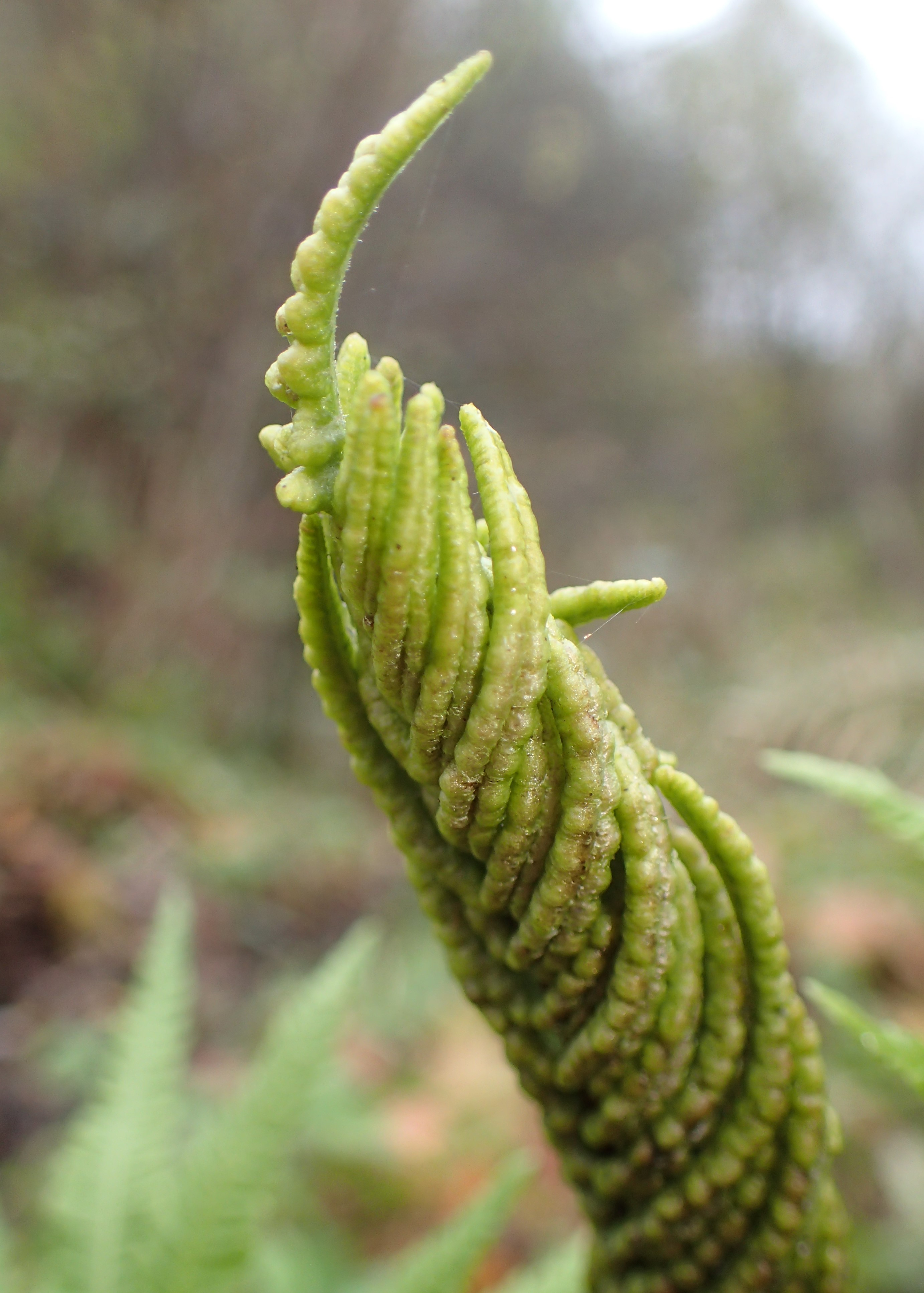
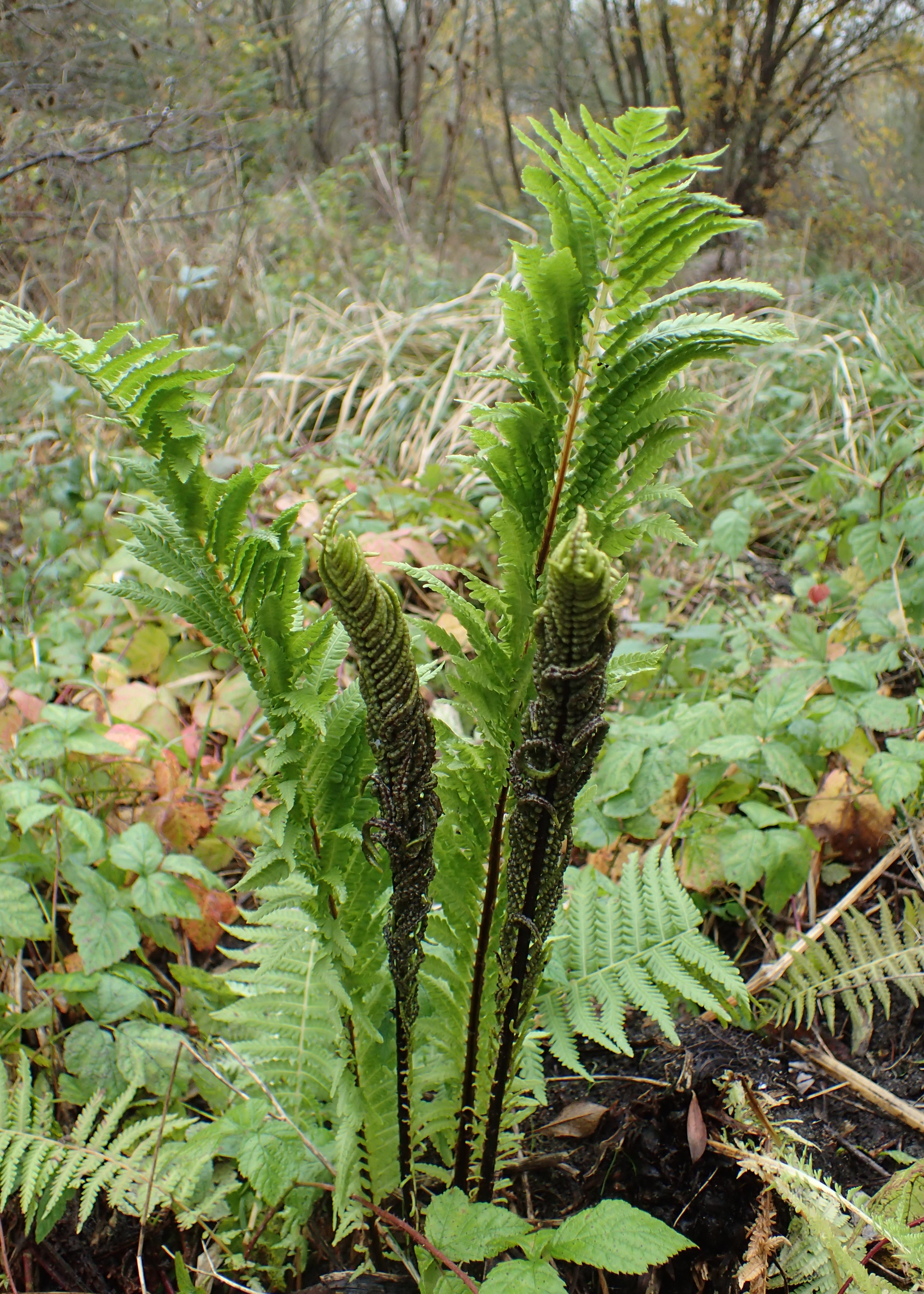
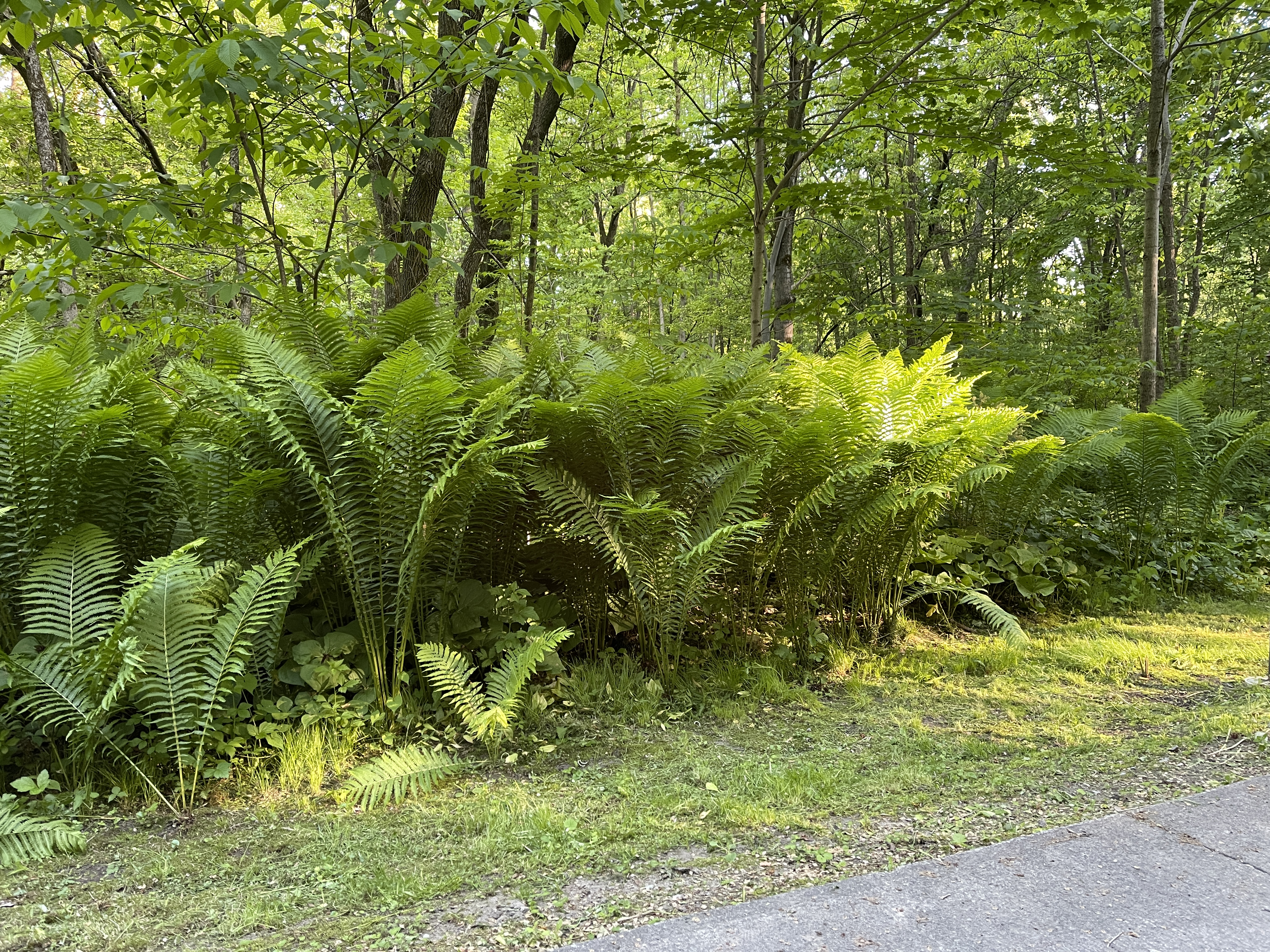
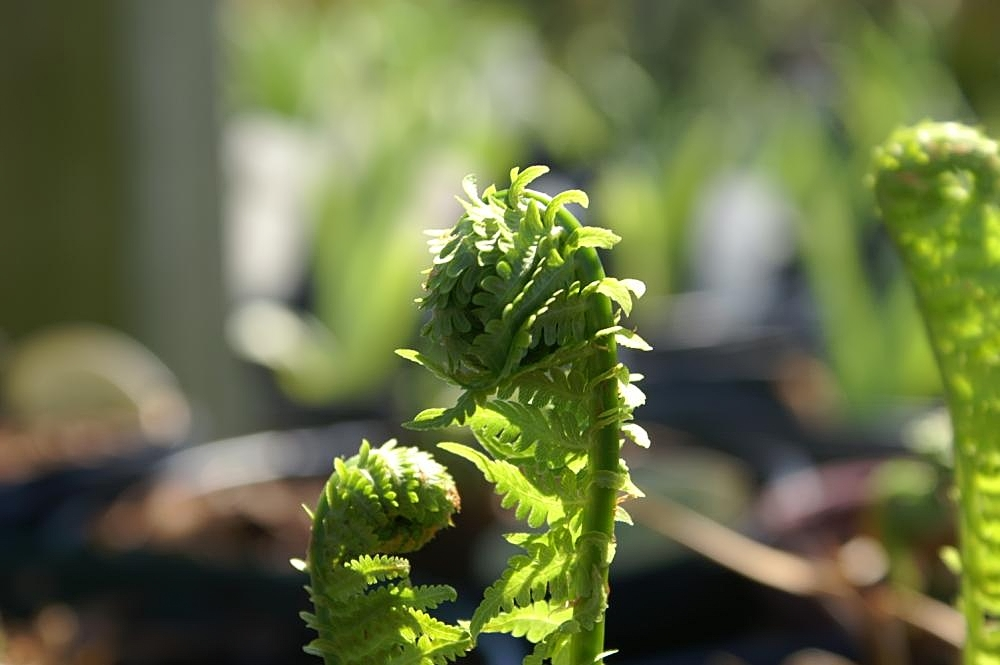
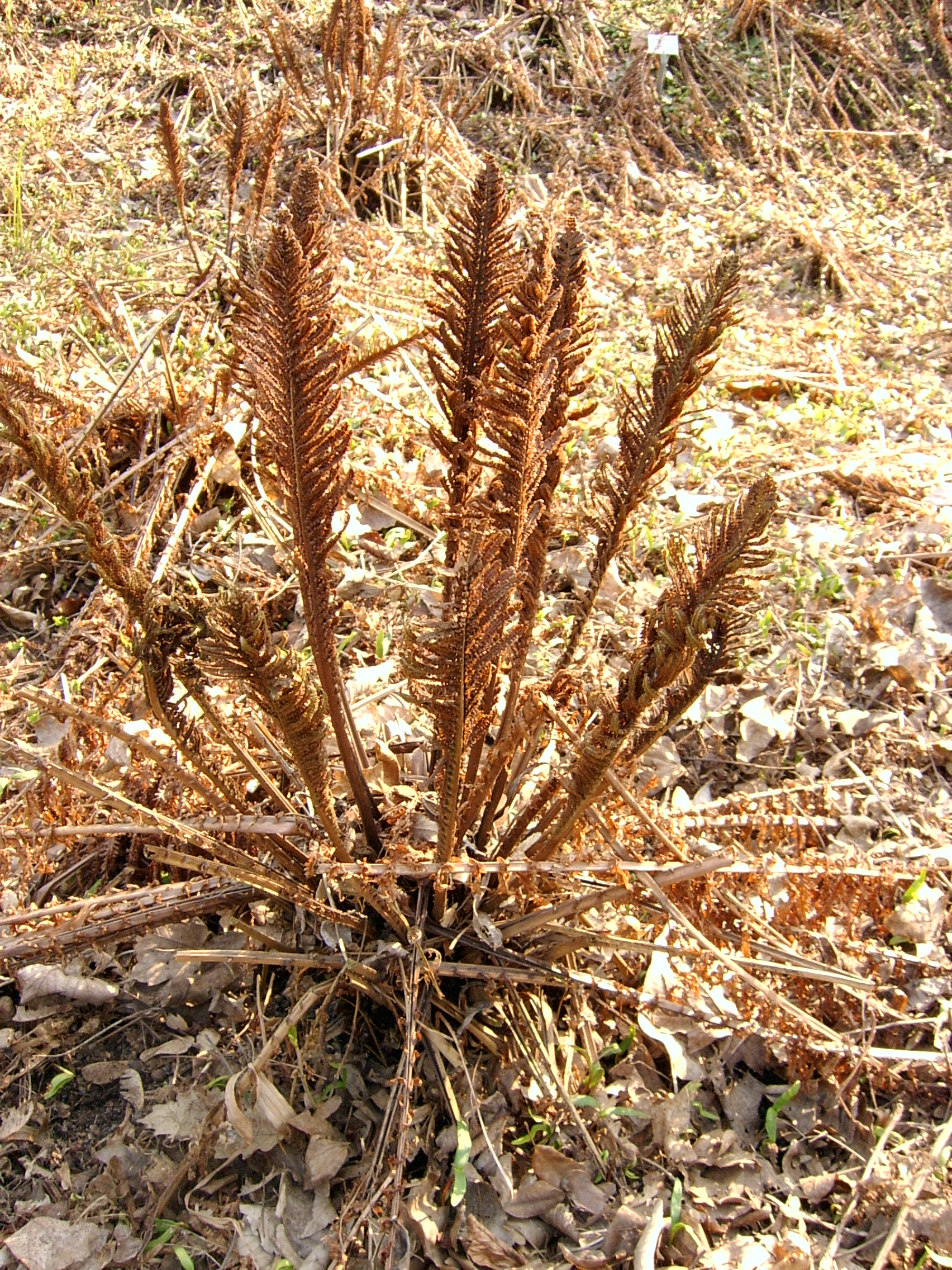
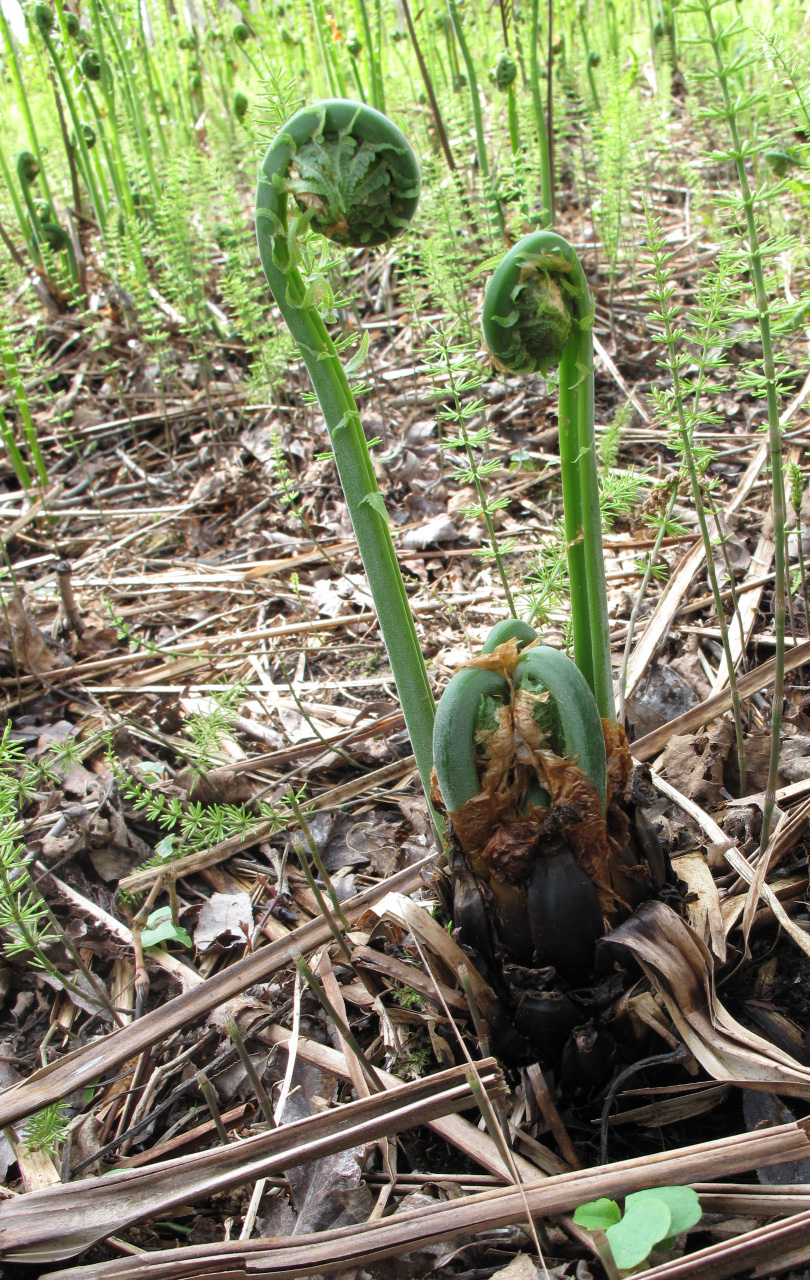
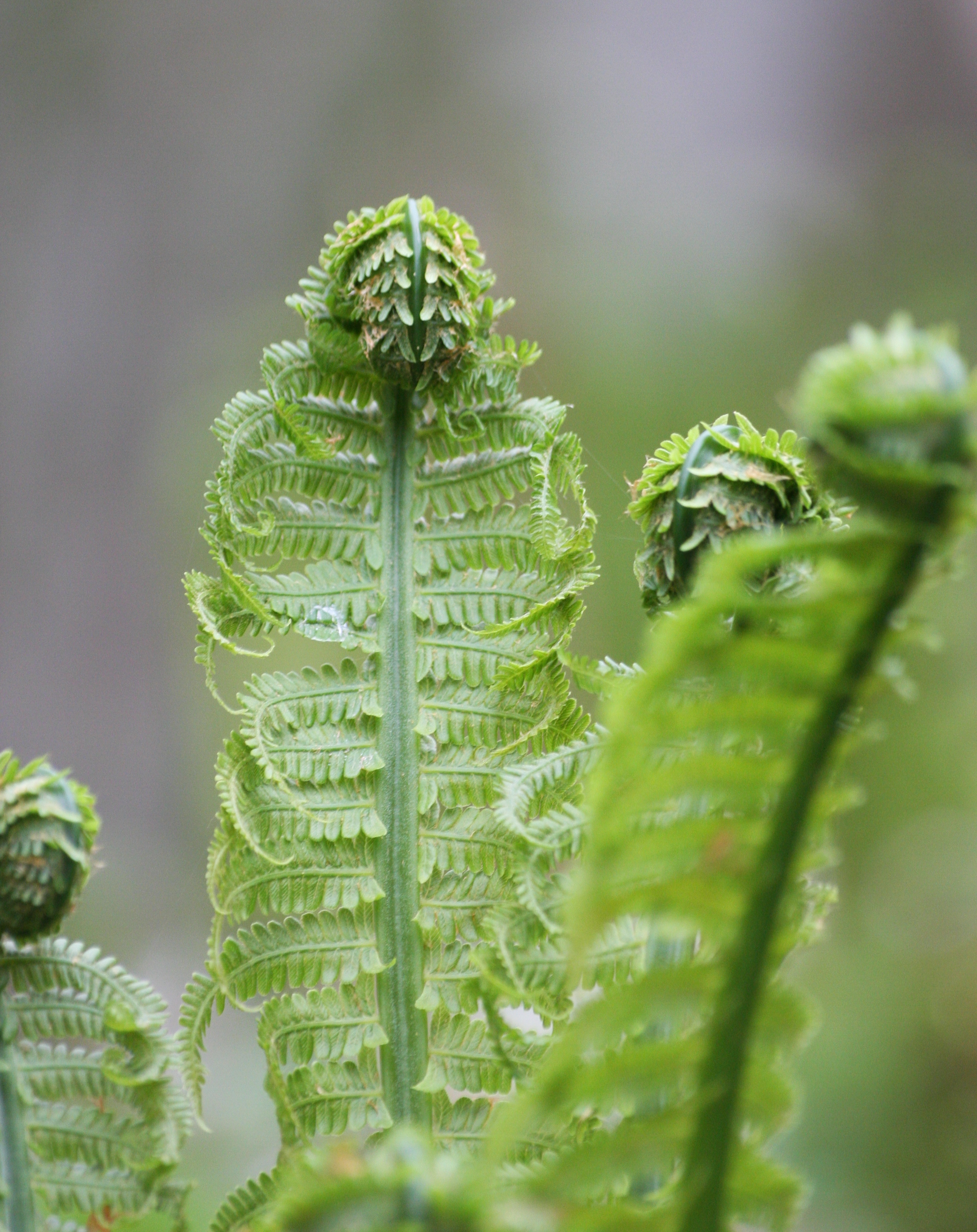
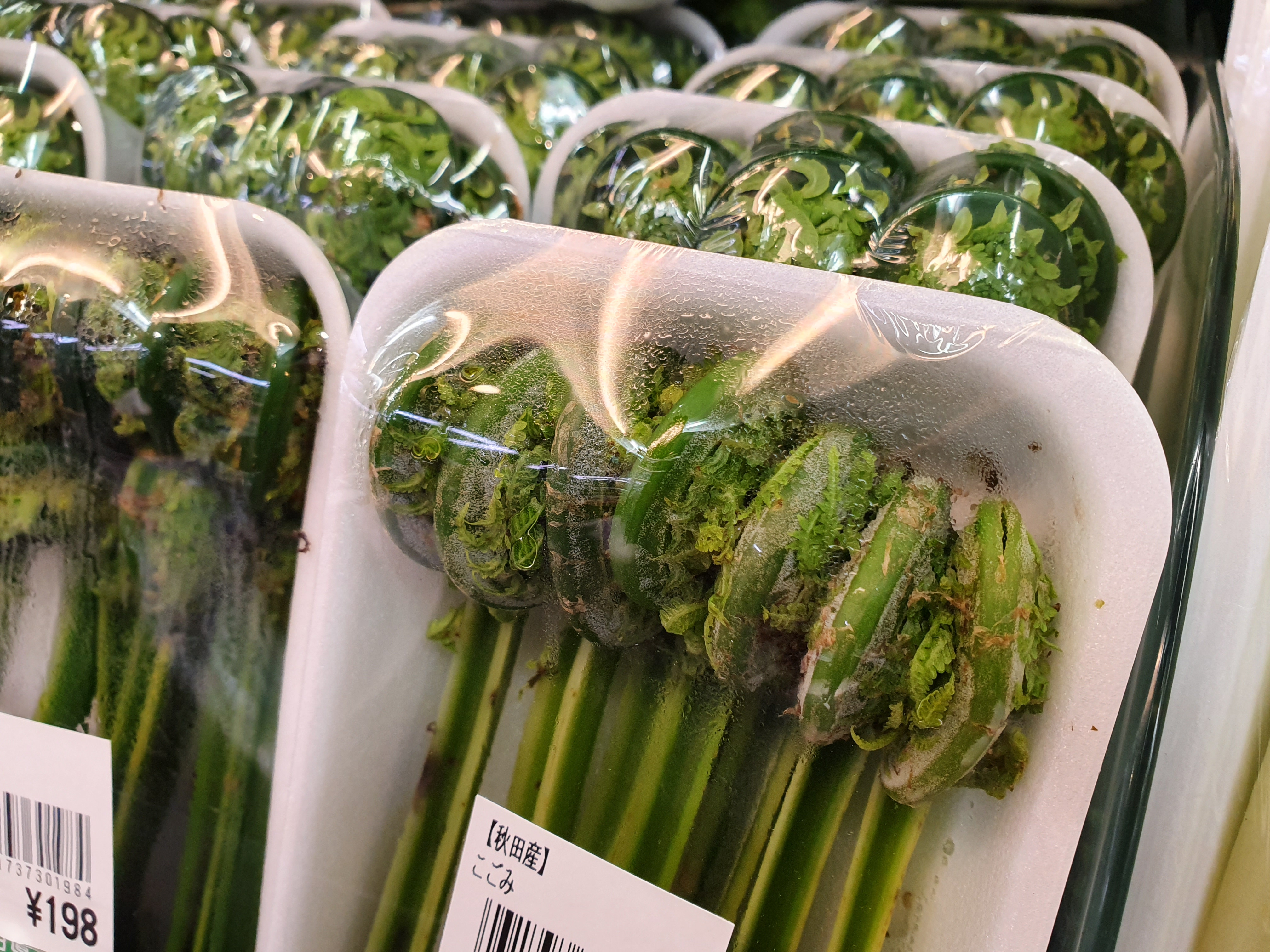
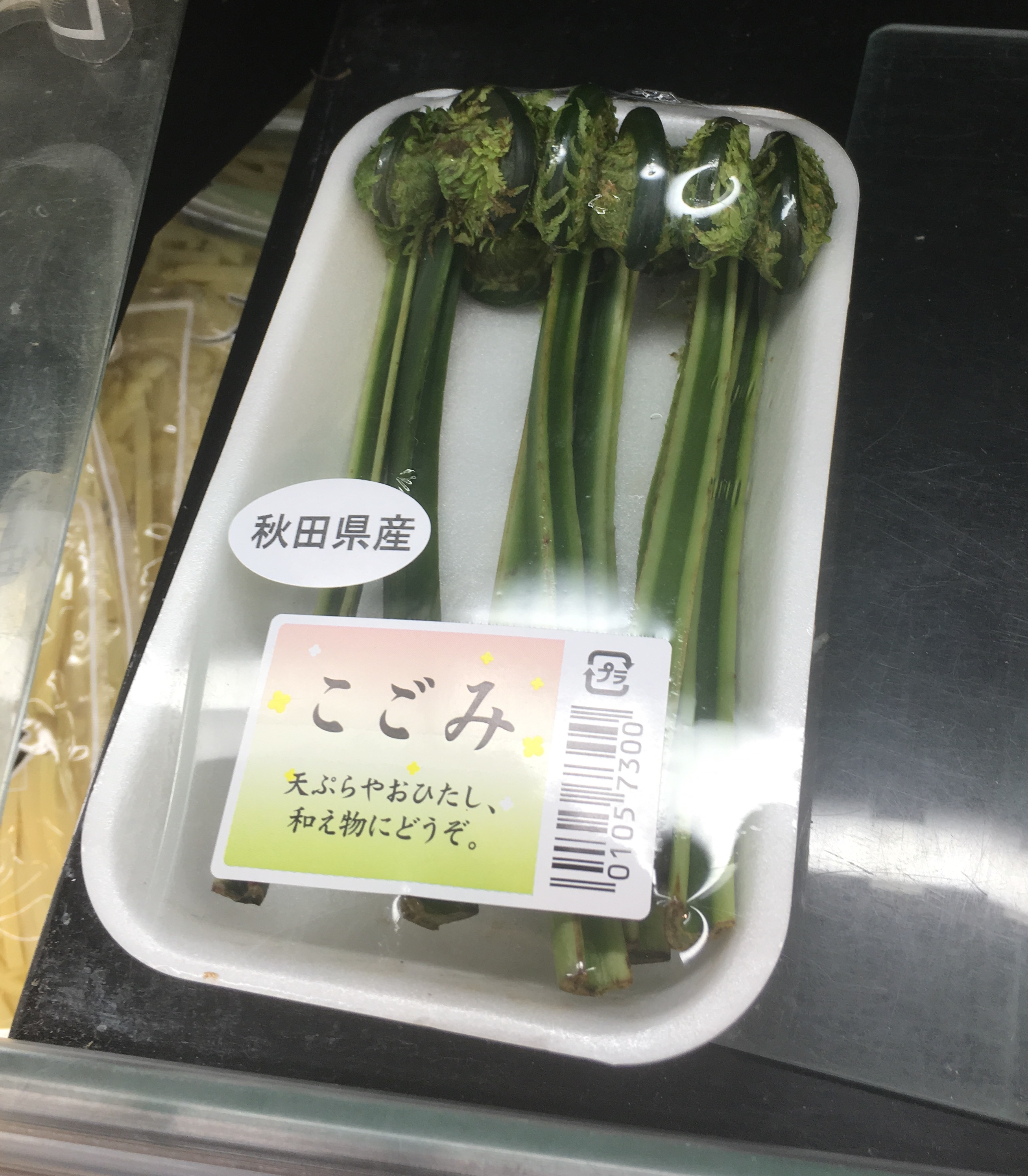